# 横田濱夫
横田 濱夫（よこた はまお、1958年 - ）は、日本の経済評論家、エッセイスト、小説家。東京都生まれ。

## 人物
1958年、東京生まれ。1981年に中央大学商学部を首席で卒業後、横浜銀行に入行。銀行の内幕を暴露した『はみ出し銀行マンの勤番日記』を出版し40万部を超えるベストセラーとなる。銀行を退行後は専業作家として2007年ごろまで活動。

## 著書
- 『はみ出し銀行マンの勤番日記-銀行の中はカリカチュア-』オーエス出版社、1992年　のち角川文庫
- 『続・はみ出し銀行マンの勤番日記-「社畜」たちが織りなすアンソロジー』オーエス出版社、1992年
- 『はみ出し銀行マンの左遷日記-さらば、いとしのアホ銀行』オーエス出版社、1993年　のち角川文庫
- 『バンカーズ・セックス エリート銀行員たちのアブない下半身』ハローケイエンターテインメント　1994　 『はみ出し銀行マンのアブナい生活』徳間文庫、『はみ出し銀行マンの仮面生活』河出文庫
- 『史上最強サラリーマンマニュアル』角川書店、1994年　『はみ出し銀行マンの人事考課』角川文庫
- 『はみ出し銀行マンの珍事件簿』東京書籍、1995　のち角川文庫
- 『はみ出し銀行マンの悪徳日記 甘い密に群がった懲りない人々』日本文芸社、1996　のち角川文庫
- 『はみ出し銀行マンの悪徳日記 (秘)』東京書籍　1996
- 『はみ出し銀行マンの恋愛日記』近代文芸社、1996　のち河出書房新社
- 『はみ出し銀行マンの浅草日記』近代文藝社、1997年
- 『はみ出し銀行マンの乱闘日記』角川文庫、1996年
- 『はみ出し銀行マンのお金の悩み相談室』青春出版社、1997年
- 『はみ出し銀行マンの御子様教育』角川文庫、1997年
- 『はみ出し銀行マンの倒産日記』角川書店、1997年　のち文庫
- 『はみ出し銀行マンの支店消滅』角川書店、1998　のち「はみ出し銀行マンの銀行消滅」文庫
- 『はみ出し銀行マンの夢の印税生活マニュアル』WAVE出版　1998　「しろうとでも一冊本が出せる24の方法』祥伝社黄金文庫
- 『はみ出し銀行マンのビッグバン日記-年収2000万円の「困った人たち」』東洋経済新報社、1998年　「はみ出し銀行マンの金融崩壊」角川文庫
- 『はみ出し銀行マンの「勝ち組」個人経済学』講談社、1999年
- 『はみ出し銀行マンの金融(裏)事情』1999　講談社文庫
- 『外資系バトラー氏の駐留日誌』角川書店、1999年　『はみ出し銀行マンの邦銀買収』角川文庫
- 『200万円から始めるお金持入門』講談社、2000年
- 『はみ出し銀行マンのお金の悩み相談室 ホンネ回答編』青春出版社　2000
- 『はみ出し銀行マンの資金倍増論』2000　講談社文庫
- 『はみ出し銀行マンの社内犯罪ファイル』祥伝社黄金文庫、2000年
- 『はみ出し銀行マンの「そんな会社、辞めてしまえ！」』講談社、2001年　「そんな会社、辞めてしまえ!」講談社+α文庫
- 『あなたの子供を多重債務者にしないために 親が我が子にする「お金の教育」』角川ワンテーマ21、2001年
- 『思わずナットク 基礎から学ぶ最新お金運用術』講談社文庫、2001年
- 『はみ出し銀行マンの「金持ちになれる人・なれない人」講座』2001　講談社+α文庫
- 『明るく賢く暮らす年収100万円安心！生活術』経済界、2002年
- 『お金が「殖えて貯まる」30の大法則』講談社プラスアルファ文庫、2002年
- 『お金の基礎教育』講談社文庫、2002年
- 『騙しのカラクリ 詐欺師・ひっかけ商法の最新手口を公開！』PHP研究所、2003年　のち角川文庫
- 『幸せの健全「借金ゼロ」生活術』講談社文庫、2003年
- 『ゆとり老後のためのお金の教室 老後資金の運用で迷う63の疑問』双葉社、2004年
- 『12歳までに身につけたいお金の基礎教育』2004　講談社文庫
- 『暮らしてわかった!年収100万円生活術』2004　講談社+α文庫
- 『銀行のカラクリ』双葉社、2004年
- 『住宅ローンの賢い借り方』学習研究社、2004年
- 『夢の配当生活のすすめ―毎月10万円貯まる安心のんびり投資法』経済界、2004年
- 『はみ出し銀行マンの投資戦略 初めて明かすオレ流資産運用術』カンゼン、2007年

### 共編著
- 『銀行マンの妻たちは、いま-もう、わたしたちだって黙ってはいられない』編著、オーエス出版社、1992年　『はみ出し銀行マンの家庭崩壊』角川文庫
- 『日本の会社へ痛快ケンカ状-はみ出し銀行マン才媛帰国子女が突きつける 番外乱闘編』（影山優里共著）オーエス出版社、1993年
- 『お笑い銀行さいごの日』（テリー伊藤共著）ビジネス社、1999年　のち角川文庫
- 『お気楽カイシャ遊泳術』（升井一仁・秋葉ふき子共著）読売新聞社、2000年
- 『ゼニで死ぬ奴生きる奴』（青木雄二共著）経済界、2000年　のち講談社文庫
- 『ひとり暮らしの人生設計』（岸本葉子共著）新潮oh!文庫、2000年
- 『バラ色の(金)人生設計 あなただけに教える 究極の資産運用とは何か』責任編集　ビジネス社　2001
- 『二極化時代の新・サラリーマン幸福術 年収1億円でも不幸な人生、年収300万円でも楽しい人生…』（森永卓郎共著）経済界、2003年
- 『横田濱夫と丸山晴美の明るい節約生活入門』経済界、2003年　のち角川文庫
- 『のんびり!カンタン!!幸せな長期投資』澤上篤人共著　経済界　2005